# Église chrétienne réformée de Serbie
L'Église chrétienne réformée de Serbie (en hongrois : Szerbiai Református Keresztyén Egyház) est la représentation de l'Église calviniste en Serbie. La majorité de ses fidèles sont issus de la minorité magyare de Serbie et le hongrois en est ainsi de facto la langue liturgique. 